# (500008) 2011 QB13
(500008) 2011 QB13 es un asteroide perteneciente al cinturón de asteroides, descubierto el 12 de junio de 2011 por el equipo del Mount Lemmon Survey desde el Observatorio del Monte Lemmon, Arizona, Estados Unidos.

## Designación y nombre
Designado provisionalmente como 2011 QB13.

## Características orbitales
2011 QB13 está situado a una distancia media del Sol de 3,139 ua, pudiendo alejarse hasta 3,833 ua y acercarse hasta 2,445 ua. Su excentricidad es 0,221 y la inclinación orbital 8,200 grados. Emplea 2031,83 días en completar una órbita alrededor del Sol.
Los próximos acercamientos a la órbita de Júpiter se producirán el 20 de marzo de 2076, el 15 de julio de 2086 y el 26 de diciembre de 2096, entre otros.

## Características físicas
La magnitud absoluta de 2011 QB13 es 16.